# Noeetomima thaiensis
Noeetomima thaiensis är en tvåvingeart som beskrevs av Mitsuhiro Sasakawa 1987. Noeetomima thaiensis ingår i släktet Noeetomima och familjen lövflugor.
Artens utbredningsområde är Thailand. Inga underarter finns listade i Catalogue of Life.